# 拉姆西 (印第安納州)
拉姆西（英語：Ramsey）是位於美國印地安納州哈里森縣的一個非建制地區。